# Actinote ozinta
Actinote ozinta är en fjärilsart som beskrevs av William Schaus 1902. Actinote ozinta ingår i släktet Actinote och familjen praktfjärilar. Inga underarter finns listade i Catalogue of Life.